# Alouatta sara
Alouatta sara là một loài động vật có vú trong họ Atelidae, bộ Linh trưởng. Loài này được Elliot mô tả năm 1910.

## Hình ảnh

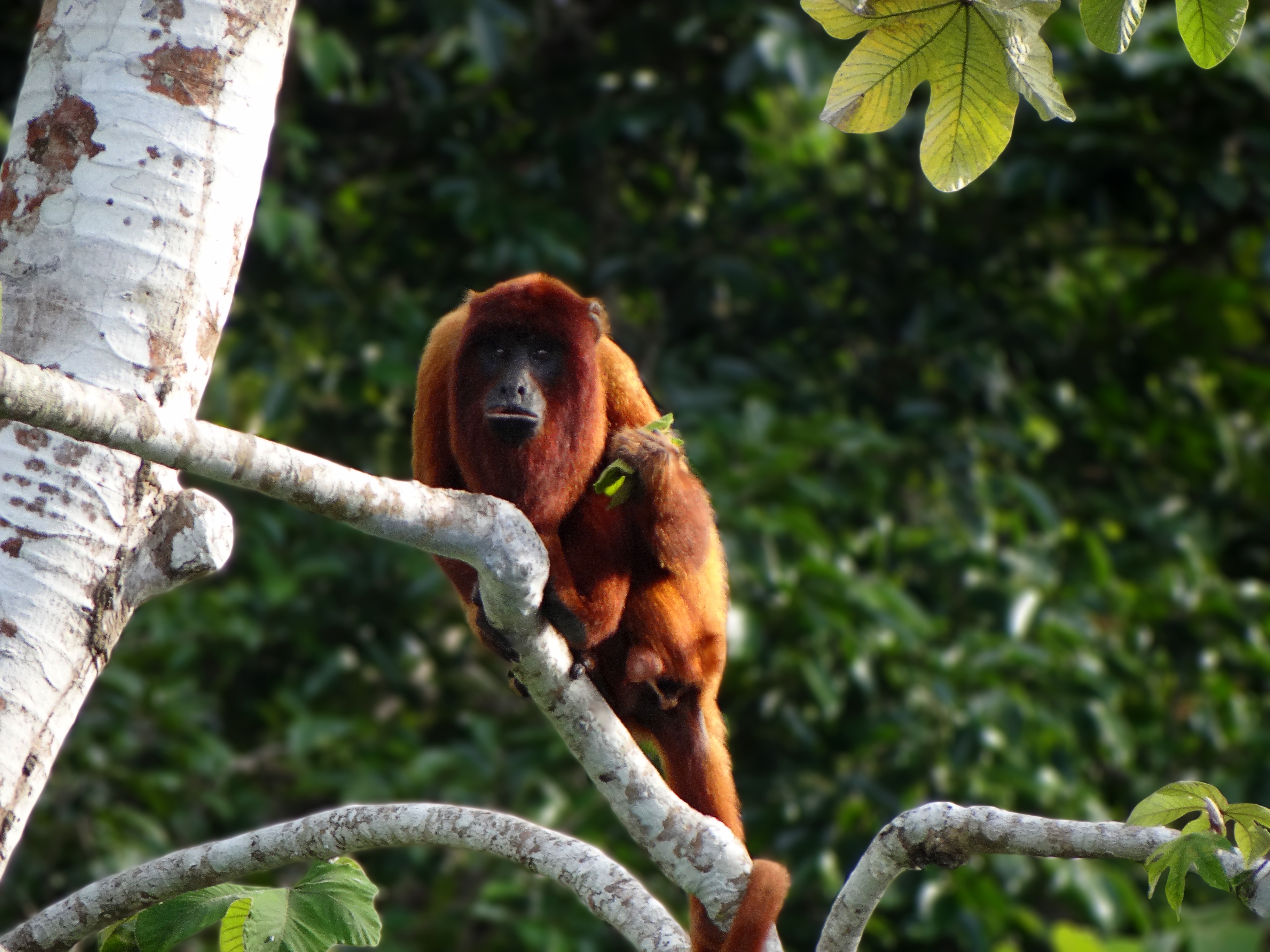